# Ulica Łąkowa w Turku
Ulica Łąkowa – jedna z najważniejszych i najdłuższych arterii komunikacyjnych Turku, znajduje się w ciągu drogi krajowej nr 72. Ma długość 1,5 km.
W bezpośrednim sąsiedztwie ulicy znajdują się m.in.:
- szpital (administracyjnie ul. Poduchowne),
- Park Miejski im. Żerminy Składkowskiej,
- stacja benzynowa Orlen.

Ponadto drogę przecina ciek wodny Folusz.